# Manfred Größler
Manfred Größler (* 3. Oktober 1944) ist ein ehemaliger deutscher Fußballspieler. Der Offensivspieler der SpVgg Bayreuth hat in der damals zweitklassigen Fußball-Regionalliga Süd von 1969 bis 1974 134 Ligaspiele absolviert und dabei 54 Tore erzielt. Nach Einführung der 2. Fußball-Bundesliga zur Saison 1974/75 war der Torjäger, Spielmacher und Kapitän noch bis 1982 in 262 Zweitligaspielen für die Oberfranken aktiv und zeichnete sich mit weiteren 76 Toren aus.

## Laufbahn

### Amateurliga und Regionalliga Süd, bis 1974
Als Jugendlicher spielte der Techniker, Kombinationsfußballer und Torschütze mit den späteren Stars des FC Bayern München, Sepp Maier und Gerd Müller, in der Jugendauswahl des Bayerischen Fußball-Verbandes. Im Seniorenbereich war er der überragende Spieler der Schwarz-Gelben vom Städtischen Stadion am Ellrodtweg. In der Saison 1966/67 war er erstmals in der Bayernliga mit 34 Treffern Torschützenkönig und steigerte seine Trefferquote im Aufstiegsjahr in die Regionalliga Süd, 1968/69, auf 35 Tore. Gegen den punktgleichen BC Augsburg wurde das Entscheidungsspiel um die Meisterschaft im „Schanzstadion“ des ESV Ingolstadt mit 4:0 Toren gewonnen. Von Manfred Größler war die neutrale Ingolstädter Presse begeistert: „Der Kapitän schoss nicht nur ein raffiniertes Tor und leitete zwei andere mit ein, sondern rief mit seinen Slalomläufen ebenso wie Persau immer wieder Angst und Schrecken in der BCA-Abwehr hervor.“
Bis zum Aufstieg 1969 in die Zweitklassigkeit der Regionalliga hatte er in der Bayernliga 190 Treffer für die Spielvereinigung erzielt. Durch seine konstant guten Vereinsauftritte für die Altstädter, gehörte Größler auch als Leistungsträger zur erfolgreichen Verbandsauswahl von Bayern im Länderpokal in den Jahren 1968, 1970 und 1971. Beim 2:1-Erfolg nach Verlängerung im heimischen Stadion in Bayreuth gegen die Auswahl vom Niederrhein im Endspiel des Jahres 1971 standen neben „Manne“ Größler auch die Spielvereinigungskollegen Adolf Ruff (Torhüter), Hans Rauh und Herbert Horn im bayerischen Siegerteam.
Mit der Angriffsbesetzung Kurt Persau, Bruno Dvorak, Hans Rauh, Herbert Horn und „Manne“ Größler debütierte die Spielvereinigung am 16. August 1969 in der Regionalliga Süd. Das Heimspiel gegen Kickers Stuttgart endete vor 8.500 Zuschauern mit einem 1:1-Remis. Torschütze für die Altstadt-Kicker war durch einen verwandelten Foulelfmeter in der 34. Minute der Spielmacher am Flügel Manfred Größler. Beim 5:2-Heimerfolg am 13. September gegen den VfR Mannheim – bei den Rasensportlern aus der Quadratestadt bildeten Rainer Ulrich und Klaus Slatina die Innenverteidigung und Wolfgang Platz und insbesondere der junge Dietmar Danner machten im Mittelfeld auf ihr Talent aufmerksam – steuerte er drei Treffer bei. Als am 27. September das „Duell in Oberfranken“ zwischen dem FC Bayern Hof und Bayreuth vor 11.000 Zuschauern im Stadion Grüne Au ausgetragen wurde, konnte er aber nicht den klaren 3:0-Heimsieg der Gastgeber verhindern, in deren Reihen der aus Bayreuth stammende Wolfgang Breuer zum Torjäger der Regionalliga Süd avanciert war. Am Schlusstag der Runde sorgte Größler mit zwei Toren zum 2:1-Heimsieg gegen den VfR Heilbronn. Da aus der 20er-Staffel vier Vereine in das Amateurlager absteigen mussten, hatten die punktgleichen Teams von ESV Ingolstadt und Bayreuth ein Entscheidungsspiel zur Ermittlung des vierten Absteigers auszutragen. Die Elf von Trainer Willibald Hahn verlor das Spiel in Fürth mit 2:5 Toren und Größler und Kollegen gehörten damit wieder in der Runde 1970/71 zur Bayernliga. Er hatte alle 38 Ligaspiele absolviert und dabei 16 Tore für die Mannschaft von Präsident und Sponsor Hans Wölfel erzielt.
In der Saison 1970/71 setzten sich Größler und Kollegen überlegen mit 89:26 Toren und 61:7 Punkten im bayerischen Amateuroberhaus bei der Erringung der Meisterschaft durch. In den Heimspielen erreichte der Meister und Regionalligarückkehrer 33:1 Punkte und beendete die Runde mit 15 Punkten Vorsprung vor dem Vizemeister SpVgg Weiden.
Mit Trainer Jenő Vincze erreichte der Aufsteiger 1971/72 in der Regionalliga Süd den 13. Tabellenplatz; Größler hatte in 29 Ligaeinsätzen fünf Tore erzielt. Das Premierenspiel verlor Bayreuth am 15. August 1971 im heimischen Stadion vor 8.200 Zuschauern mit 0:1 gegen den Karlsruher SC. In den letzten zwei Runden der alten zweitklassigen Regionalliga 1972/73 und 1973/74 spielte sich Größler mit der Spielvereinigung in der Tabelle deutlich nach vorne. Mit dem Neuzugang Wolfgang Böhni im Mittelfeld und dem 20-fachen Torschützen Bruno Dvorak erreichte man 1973 den vierten Rang. In der letzten Runde der zweitklassigen Regionalliga 1973/74 kam Größler in 33 Spielen auf 20 Tore und Bayreuth beendete die Runde auf dem fünften Rang. Insgesamt stehen für den Elfmeter- und Freistoßspezialisten von 1969 bis 1974 in der Regionalliga Süd 134 Spiele mit 54 Toren in der Statistik. Mittelfeldspieler Herbert Horn führt die Einsatzliste mit 140 Spielen und elf Toren für die Spielvereinigung Bayreuth an.

### 2. Bundesliga, 1974 bis 1982
Nachdem vom DFB zur Runde 1974/75 als Unterbau der Fußball-Bundesliga die 2. Bundesliga in zwei Staffeln eingeführt worden war, spielten Größler und seine Mannschaftskollegen von der Spielvereinigung in der Gruppe Süd der 2. Liga. Aus Innsbruck kehrte der langjährige Torjäger des FC Bayern Hof, Wolfgang Breuer, in seine Heimatstadt zurück. Als die zwei Routiniers, beide Jahrgang 1944, die jugendliche Frische und Spritzigkeit durch ausgeprägte Spielübersicht, Kombinationsgabe und Mannschaftsdienstlichkeit kompensieren mussten, spielten sie sich mit den Schwarz-Gelben 1977/78 und 1978/79 in die Spitzengruppe der 2. Bundesliga. Nach dem 19. Spieltag der Runde 1977/78 führte Bayreuth nach der Vorrunde mit 31:7 Punkten in der Südstaffel die Tabelle an. Mit dem neuen Trainer Heinz Elzner und dem jungen Libero Rudolf Hannakampf erspielte sich die Mannschaft um Kapitän Größler (28-9), Spielmacher Breuer und Torjäger Uwe Sommerer (25 Tore) im Endklassement den vierten Rang.
In der Spielrunde 1978/79 rangierte Bayreuth sogar auf dem 2. Rang; einen Punkt hinter dem Meister TSV 1860 München. Die 1:3 Punkte gegen den Absteiger KSV Baunatal sowie die 2:4-Niederlage im letzten Heimspiel gegen den FSV Frankfurt konnten auch die 3:1 Punkte gegen die Münchner „Löwen“ nicht wettmachen und verhinderten den Direktaufstieg in die Bundesliga durch die „Altstädter“. Größler war in 38 Rundenspielen 15-facher Torschütze, dabei verwandelte er acht Elfmeter. Freund und Mannschaftsgefährte „Bobby“ Breuer kam in 35 Spielen auf 14 Tore. In den zwei Relegationsspielen gegen den Nordvizemeister Bayer 05 Uerdingen am 14. und 20. Juni 1979 zur Ermittlung des dritten Bundesligaaufsteigers stand er selbstverständlich im Team der „Feierabend-Profis“ aus Bayreuth. Beim 1:1-Remis im heimischen Stadion vor 20.000 Zuschauern erzielte Größler in der 24. Minute die 1:0-Führung. Im Grotenburg-Stadion setzten sich die Schützlinge von Trainer Horst Buhtz im Rückspiel knapp mit 2:1 Toren durch und die Oberfranken spielten weiterhin in der 2. Bundesliga.
Vor Rundenbeginn 1979/80 wurde Manfred Größler vor dem Vorbereitungsspiel gegen den CSSR-Staatsligisten Inter Preßburg (1:2) für 800 Spiele für die Spielvereinigung geehrt. In der Liga konnte Bayreuth als Mannschaft die Qualität der letzten zwei Runden nicht mehr halten – persönlich kam Größler nochmals auf 37 Einsätze und erzielte dabei 12 Tore – es ging in der Tabelle abwärts. Zu einem sportlichen Höhepunkt entwickelte sich aber der DFB-Pokal 1979/80. In der dritten Hauptrunde empfing die Spielvereinigung den FC Bayern München mit den Stars Paul Breitner und Karl-Heinz Rummenigge. Auf schneebedecktem Boden gab es am 12. Januar 1980 einen 1:0-Erfolg des Zweitligisten, der erst im Viertelfinale durch eine 1:3-Niederlage beim FC Schalke 04 aus dem Wettbewerb flog. Nach der Saison 1981/82, Bayreuth stieg in das Amateurlager ab und Größler war im Mai und Juni 1982 als Interimstrainer eingesprungen, beendete der „spielmachende Flügelstürmer“ nach 262 Ligaspielen in der 2. Bundesliga mit 76 Toren seine Spielerlaufbahn.
Größler war als Stadtrat in der Kommunalpolitik aktiv und wurde von der Stadt Bayreuth mit dem Goldenen Ehrenring ausgezeichnet.